# Feel Well (album)
Feel Well (spesso scritto feel well) è il decimo album della cantante giapponese Megumi Hayashibara uscito il 26 giugno 2002 per la King Records. L'album ha raggiunto la settima posizione della classifica degli album più venduti in Giappone.

## Tracce
1. Over Soul - 3:54
2. Don't Be Discouraged - 4:12
3. Rumba Rumba (ルンバ・ルンバ) - 4:11
4. Hajimari wa Koko Kara (はじまりはここから) - 3:20
5. Sakura Saku (サクラサク) - 3:14
6. Namida no Single Rain (2002 Version) (涙の Single Rain) - 4:27
7. lost in you - 4:24
8. trust you (2002 New Arrange Version) - 4:11
9. Brave Heart - 4:12
10. Unsteady - 4:33
11. Tokyo Boogie Night (2002 Version) - 3:10
12. Toki wo Koete(時を越えて) - 4:59
13. Cynthia Aisuru Hito (シンシア・愛する人) - 4:08
14. feel well - 4:43
15. Booska! Booska!! (ブースカ! ブースカ!!) - 2:39
16. Hare Tokidoki Hare (晴れときどき晴れ) - 2:51